# Meir M. Lehman
Meir Manny Lehman (1925 - 2010), fue un científico e investigador en el área de la computación; miembro de la Real Academia de Ingeniería y profesor en la Escuela de Ciencias de Computación en Middlesex University. Desde 1972 al 2002 fue profesor y Jefe del Departamento de Computación en el Imperial College de Londres.
Sus contribuciones en investigación incluyen el estudio del fenómeno de la evolución del software y la propuesta de sus conocidas leyes, que llevan su nombre, las Leyes de Lehman de la evolución del software.

## Carrera
Lehman nació en Alemania el 24 de enero de 1925, y emigró a Inglaterra en 1931. Estudió matemática en el Colegio Imperial de Londres y estuvo involucrado en el diseño de la unidad aritmético-lógica de la computadora digital del Colegio. Pasó un año en Ferranti, Londres, antes de trabajar en el Ministerio de Defensa de Israel, desde 1957 a 1964. Entre 1964 y 1972 trabajó en la división de investigaciones de IBM, en Nueva York, allí estudió la evolución de los programas informáticos, junto con Les Belady. Sus estudios sobre el proceso de programación sentaron las bases para el enunciado de las “Leyes de evolución del software”. En 1972 retornó al Colegio Imperial donde fue jefe de sección y posteriormente jefe de departamento (1979–1984). Lehman permaneció en el Colegio Imperial durante 30 años, hasta 2002 cuando fue trasladado a la Facultad de Ciencias de la Computación en la universidad de Middlesex.
Después de retirarse de Middlesex se trasladó a Jerusalén, Israel, hasta su fallecimiento en diciembre de 2010.

## Premios y distinciones
- Miembro de la Real Academia de Ingeniería - (1989)[4]
- Miembro de la Association for Computing Machinery (ACM) - (1994)[8]
- Premio Harlan D. Mills -(2001)[9]